# FAI Cup 1980-1981
La stagione 1980-1981 è stata la sessantesima edizione della FAI Cup, principale competizione nazionale calcistica irlandese.

## Risultati

### Primo turno
| Squadra 1       | Risultato         | Squadra 2        |
| --------------- | ----------------- | ---------------- |
| Ballyfermot Utd | 2 - 5             | Cork United      |
| Cobh Ramblers   | 3 - 1             | Galway Rovers    |
| Dundalk         | 1 - 0             | Hammond Lane     |
| Home Farm       | 1 - 0             | Bohemians        |
| Finn Harps      | 3 - 0             | Athlone Town     |
| Limerick Utd    | 2 - 2 1 - 1 2 - 0 | Thurles Town     |
| St Patrick's    | 4 - 1             | Shelbourne       |
| UCD             | 1 - 1 1 - 2       | Sligo Rovers     |
| Drogheda Utd    | 3 - 0             | Tramore Athletic |
| Waterford       | 2 - 1             | Shamrock Rovers  |

### Turno intermedio
| Squadra 1    | Risultato   | Squadra 2   |
| ------------ | ----------- | ----------- |
| Drogheda Utd | 1 - 0       | Cork United |
| St Patrick's | 1 - 1 0 - 2 | Dundalk     |

### Quarti di finale
| Squadra 1     | Risultato   | Squadra 2    |
| ------------- | ----------- | ------------ |
| Cobh Ramblers | 1 - 4       | Finn Harps   |
| Drogheda Utd  | 0 - 0 0 - 1 | Dundalk      |
| Limerick Utd  | 0 - 0 1 - 3 | Waterford    |
| Home Farm     | 0 - 3       | Sligo Rovers |

### Semifinali
| Squadra 1    | Risultato   | Squadra 2  |
| ------------ | ----------- | ---------- |
| Dundalk      | 1 - 0       | Finn Harps |
| Sligo Rovers | 2 - 2 1 - 0 | Waterford  |

### Finale
| Dublino 26 aprile 1981                                | Dundalk   | 2 – 0 | Sligo Rovers | Dalymount Park (13,000 spett.) |
| \| \| \| \| \| Archbold Fairclough \| Marcatori \| \| |           |       |              |                                |
|                                                       |           |       |              |                                |
| Archbold Fairclough                                   | Marcatori |       |              |                                |

| Dundalk | Sligo Rovers |

#### Formazioni
| Dundalk         |  |                  |          |
|                 |  |                  |          |
| P               |  | Richie Blackmore |          |
| D               |  | Tommy McConville |          |
| D               |  | Martin Lawlor    | Uscita   |
| D               |  | Dermot Keely     |          |
| D               |  | Paddy Dunning    |          |
| C               |  | Leo Flanagan     |          |
| C               |  | Sean Byrne       |          |
| C               |  | Vincent McKenna  |          |
| C               |  | Mick Fairclough  |          |
| A               |  | Willie Crawley   | Uscita   |
| C               |  | John Archbold    |          |
| A disposizione: |  |                  |          |
| D               |  | Tony O'Doherty   | Ingresso |
| A               |  | Brian Duff       | Ingresso |
| Allenatore:     |  |                  |          |
| Jim McLaughlin  |  |                  |          |

| Sligo Rovers   |  |                  |          |
|                |  |                  |          |
| P              |  | Declan McIntyre  |          |
| D              |  | Mick Ferry       |          |
| D              |  | Charlie McGeever |          |
| D              |  | Paddy Sheridan   |          |
| D              |  | Donal O'Doherty  | Uscita   |
| C              |  | Tony Fagan       |          |
| C              |  | Harry McLoughlin |          |
| C              |  | Jimmy McGroarty  |          |
| A              |  | Brendan Bradley  |          |
| A              |  | Gerry Doherty    |          |
| A              |  | Liam Patton      | Uscita   |
| A disposizione |  |                  |          |
| C              |  | Martin McDonnell | Ingresso |
| A              |  | Pat Coyle        | Ingresso |
| Allenatore:    |  |                  |          |
| Patsy McGowan  |  |                  |          |